# Фирет-Трунштат
Фирет-Трунштат (њем. Viereth-Trunstadt) општина је у њемачкој савезној држави Баварска. Једно је од 36 општинских средишта округа Бамберг. Према процјени из 2010. у општини је живјело 3.649 становника. Посједује регионалну шифру (AGS) 9471207.

## Географски и демографски подаци
Фирет-Трунштат се налази у савезној држави Баварска у округу Бамберг. Општина се налази на надморској висини од 249 метара. Површина општине износи 15,8 km². У самом мјесту је, према процјени из 2010. године, живјело 3.649 становника. Просјечна густина становништва износи 231 становника/km².